# Stadsplattegrond

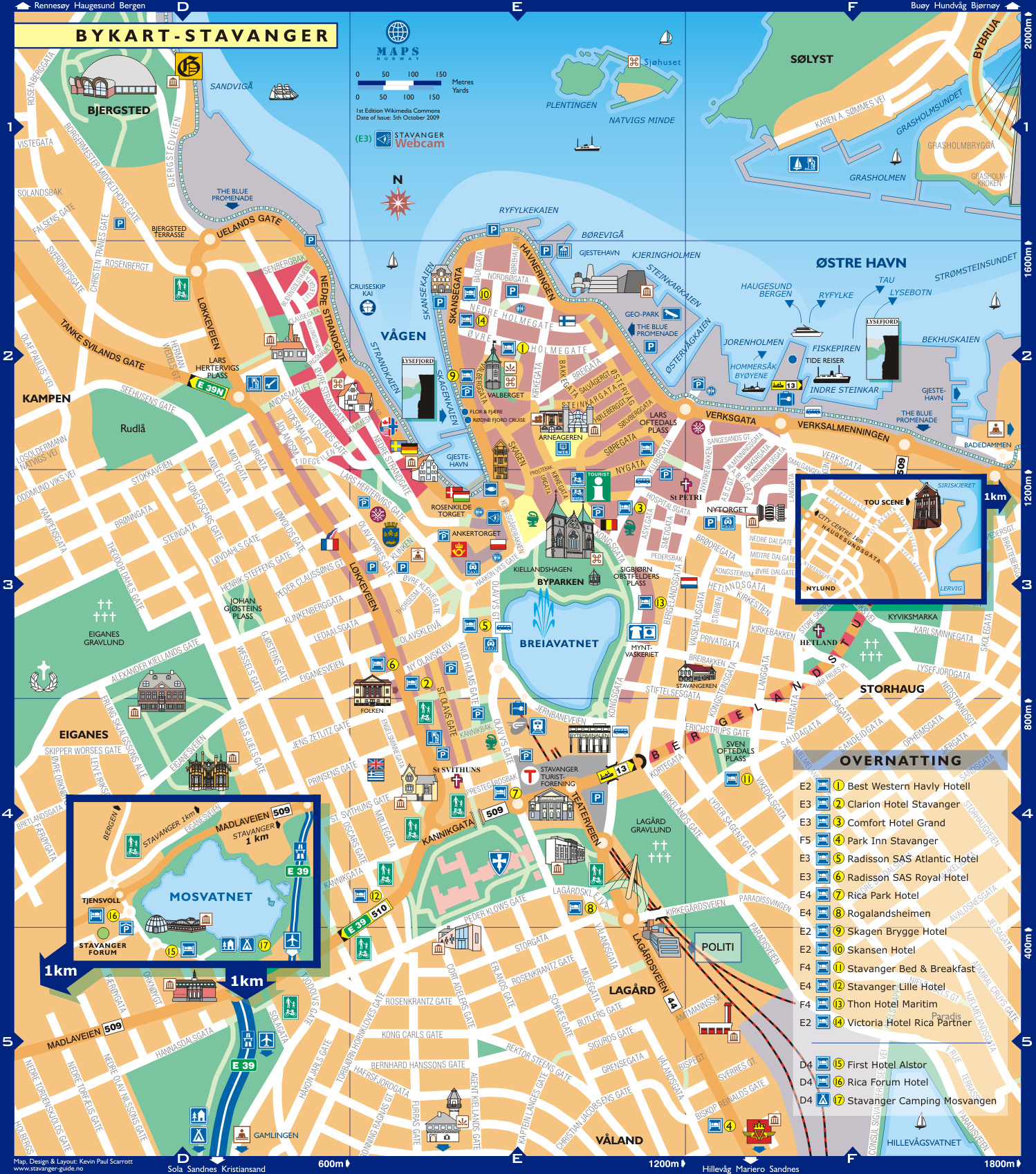
Stadsplattegrond van een deel van de Noordse stad Stavanger

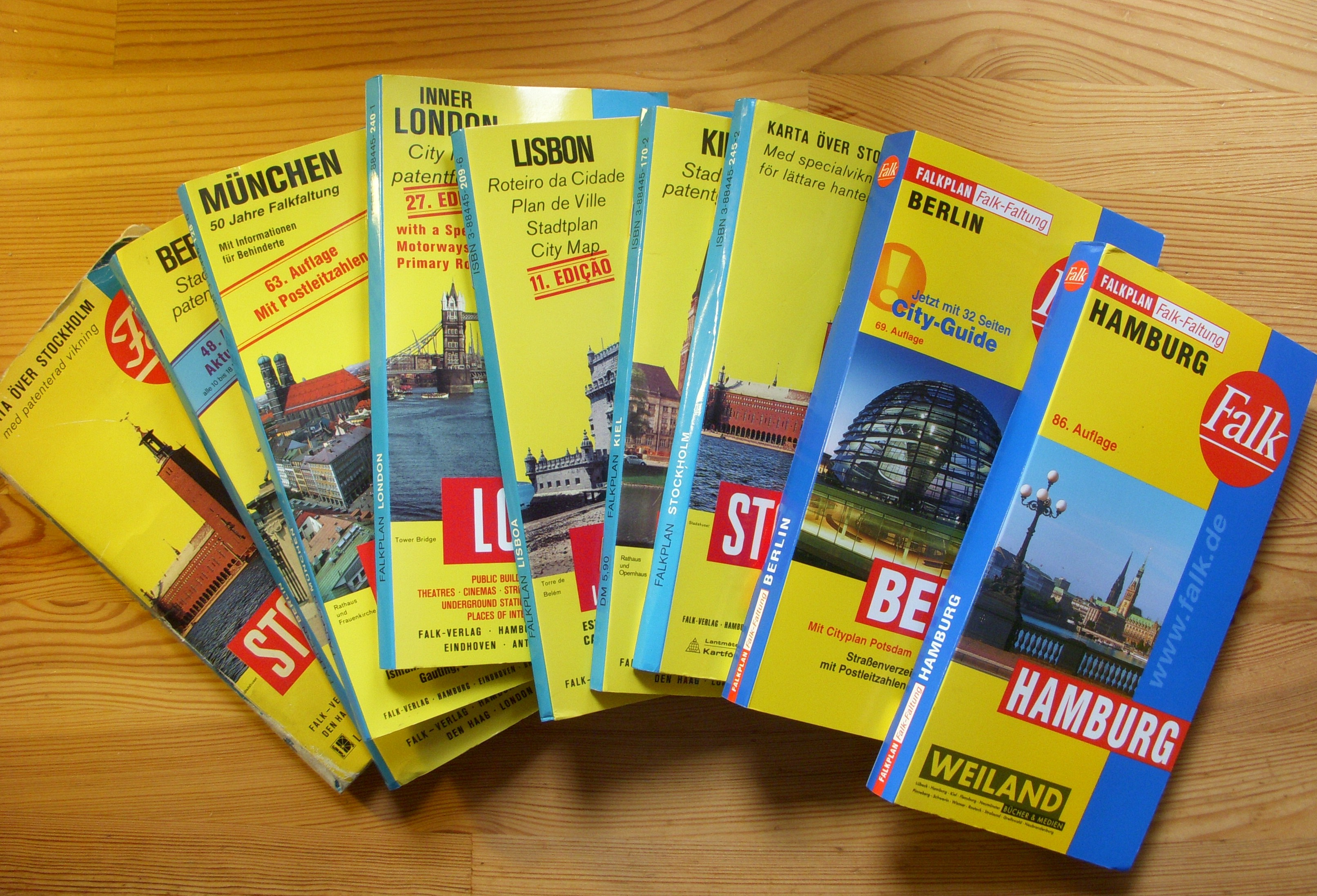
Plattegronden van Falk

Een stadsplattegrond is een thematische landkaart waarop gedetailleerd de wegen, bebouwing en andere informatie staan afgebeeld. Deze kaarten zijn bedoeld om door de stad te kunnen navigeren en te oriënteren. Stadsplattegronden helpen de bewoners om hun weg naar bepaalde locaties te vinden, terwijl toeristen de kaart zullen gebruiken om de betreffende stad te verkennen. Veel van deze kaarten bevatten informatie over wijken, parken, openbaar vervoersnetwerken, belangrijke gebouwen en bezienswaardigheden. Belangrijke locaties die benadrukt worden, zijn bijvoorbeeld openbare gebouwen, musea, ziekenhuizen, monumenten en toeristische attracties.
Stadsplattegronden hebben meestal een schaal tussen de 1:10.000 en 1:25.000. Soms wordt een belangrijk deel (bijvoorbeeld het centrum) op een aparte detailkaart afgebeeld met een nauwkeuriger schaal. Naast de kaart is een legenda afgebeeld. In de straten staan de straatnamen genoteerd of zijn straten genummerd met een verwijzing in de legenda of een register. Voor gebouwen kan hetzelfde gelden. Er bestaan zowel stadsplattegronden met een gepatenteerd vouwsysteem zoals Falkplan als deelplattegronden in boekvorm.
Reeds in de oudheid werden al stadsplattegronden getekend, zelfs al op kleitabletten. Ook van het Oude Rome en van middeleeuwse Europese steden werden plattegronden getekend. Pas in de 19e eeuw kwamen er gedetailleerde plattegronden in omloop waarbij de locaties nauwkeurig door landmeetkunde werden bepaald. Ook kwamen methoden in gebruik om de kaarten bruikbaarder te maken door onnodige details weg te laten en veel met algemeen herkenbare symbolen te werken. Begin 21e eeuw kwamen de digitale plattegronden in gebruik.